# 法定強姦
法定強制性交（ほうていきょうせいせいこう）とは、日本における性的同意年齢未満の子供に対する性行為である。
性行為に合意があったか否か、明白な圧力や脅迫があったか否かに関わらず、性行為そのものがレイプ（メイル・レイプ含む）と同様のものとして扱われるため、法定強制性交は他のタイプの強制性交と明確に異なる。

## 概要
「少女愛運動」や「NAMBLA」などの団体、ミシェル・フーコーやジャック・デリダを含む一部の人間達はこのような法律制度に対する抗議を行った。彼らの主張はおおむね、合意に基づいて行われた性行為（和姦）を「強姦」として処罰することに対する批判であり、法定強姦制度の存在は、「単なる少年・少女に対する性行為」と「暴力や脅迫に基づいて行われる実際の強姦」の混同をもたらし、後者に対する重大性の認識を減少させる可能性があるとするものである。
また、適切な性的同意年齢については社会全般的にも、多種多様な意見、10代の性行動の一般調査の結果と概念の矛盾などが様々指摘されている。
法定強姦の理論的基礎は、「子供が十分に成長しておらず、相手を十分認識していない」という考えである。
別の理論的基礎は、「子供が成人に対し法律的、経済的、社会的に同等でない」という事実である。典型的には彼らは経済的・社会的に従属しており、十分な法律上の権利を欠いているとする。この状況は例えば、被害者の従業員が加害者の上司を提訴する事を躊躇する状況に似ている。
また、別の理論的基礎は強姦を立件する困難に関係する。強姦はそもそも被害者の承諾が無い事を証明しなければならないという、判定するのに困難な犯罪である。そのため、法定強姦に関する法は承諾の有無を証明する必要から検察当局を解放する。
元々の法定強姦法の本来の目的は「童貞・処女を保護する」ことであった。つまり、同法制定当初の理論的基礎は「児童の童貞・処女性を保護し不必要な妊娠を防止する」ことであった。
法定強姦の定義は各国・地域によって広く変化する。更に、年上の者が同等の年齢であるならば、複数の国は法定強姦からの除外を適用する。もしくは、双方が結婚した場合は告発されない場合もある。

## 日本
日本では13歳未満の男女に対するわいせつ行為を法定強姦等（法定強姦、法定強制わいせつ）として、相手方の同意や暴行・脅迫の有無を問わず、強姦罪または強制わいせつ罪と同様の重犯罪として処罰していた。
改正刑法案が2017年（平成29年）6月16日に可決成立し、強姦罪の類型が強制性交等罪に拡大されるとともに、監護者の立場に乗じて18歳未満の男女にこれらの行為を働いた場合（同意の有無を問わない）にも監護者性交等罪、監護者わいせつ罪に問われる事となった。
同改正により、以下の行為は法定強制性交等、法定強制わいせつとして、相手方の同意や暴行・脅迫の有無を問わず、強制性交等罪または強制わいせつ罪と同様の重犯罪として処罰される。
- 13歳未満の男女に対する「性交等」（相手方の膣内、肛門内若しくは口腔内に自己若しくは第三者の陰茎を入れ、または相手方の陰茎を自己もしくは第三者の膣、肛門もしくは口腔に入れさせる行為）、またはわいせつ行為
- 監護者の立場に乗じての18歳未満の男女に対する「性交等」（同上）、またはわいせつ行為

これらは判断能力の未熟な青少年を法的に保護する趣旨であり、また監護者については監護者の庇護がなければ年少の被監護者が生活上の不利益を大きく受けるなど、監護者の要求を拒絶しがたいという事情があるなど、脅迫・暴行と同一視すべきものも見られ、また、監護者が自らの欲望について被監護者をほしいままにするという社会倫理としてもとる面も見られることから、影響力に乗じて性交等を行った場合、強制性交等と同一視したものである。